# Längstwellensender ICV
ICV ist das Rufzeichen eines Längstwellensenders der NATO auf der Insel Tavolara im Nordosten Sardiniens. Auf den Frequenzen 20,27 kHz und 20,76 kHz werden kodierte Meldungen an getauchte U-Boote gesendet. Der Militärstützpunkt mit seinen Sendemasten wird von der italienischen Marine betrieben.

## Anlagen
Die östliche Hälfte der rund fünf Kilometer langen und bis zu 560 Meter hohen Felsinsel ist seit 1962 militärisches Sperrgebiet. Im Nordosten, bei Punta Timone, liegen zwei kleine Buchten. In der westlicheren Bucht befindet sich eine geschützte Anlegestelle mit dem Militärstützpunkt. Von dort aus führen Straßen zu drei Sendemasten. Nordöstlich des Stützpunktes steht auf der Punta Timone ein einzelner, 133 Meter hoher Mast, zwei weitere Antennenpaare befinden sich auf den Höhenzügen südöstlich und südwestlich des Stützpunktes. Es handelt sich um abgespannte Stahlfachwerkmasten mit dreieckigem Querschnitt.

## Sonstiges
- Rund 45 Kilometer nordwestlich befindet sich der Marinestützpunkt La Maddalena. Bis 2008 wurde er von Atom-U-Booten der US Navy genutzt.
- In Niscemi auf Sizilien betreibt die US-Marine im Rahmen des NATO Interoperable Submarine Broadcast System einen Langwellensender und andere Kommunikationseinrichtungen (Naval Radio Transmitter Facility Niscemi).